# Ворович, Иосиф Израилевич-Гиршевич

Звезда на Алее звёзд в Ростове-на-Дону

Ио́сиф Изра́илевич-Ги́ршевич Воро́вич (отчество часто указывается сокращённо — Израилевич; 21 июня 1920, Стародуб, Черниговская губерния — 6 сентября 2001, Ростов-на-Дону) — советский и российский механик, академик РАН. Лауреат Государственной премии СССР.

## Биография
В 1937 году поступил на механико-математический факультет МГУ. Из-за начавшейся Великой Отечественной войны был выпущен досрочно в октябре 1941 года. С 1941 по 1950 г. — в рядах Красной Армии; участник Великой Отечественной войны. В 1944 году окончил Военно-воздушную инженерную академию им. Н. Е. Жуковского.
С 1950 года работал в Ростовском государственном университете; с 1959 г. заведовал кафедрой теории упругости РГУ. В 1971 г. стал директором основанного им Научно-исследовательского института механики и прикладной математики, ныне носящего его имя.
В 2000 году в честь Воровича был назван астероид 10049 Ворович.

## Научная работа
Научные работы относятся к математическим вопросам механики сплошных сред, нелинейной теории оболочек, проблемам концентрации напряжений, смешанным задачам теории упругости, математической экологии. Автор более 300 научных работ и 14 монографий.
В 1970 г. избран членом-корреспондентом АН СССР по Отделению проблем машиностроения, механики и процессов управления; действительный член АН СССР с 1990 г.

## Ученики
- Белоконь, Александр Владимирович
- Бабешко, Владимир Андреевич

## Последователи и продолжатели
Украинский математик И.Д. Чуешов решил задачу, которую поставил в 1950-х годах И. И. Ворович (а в конце 1960-х годов повторно отметил Ж. Л. Лионс), о существовании и единстве глобальных решений системы уравнений Кармана. Разработал новый общий подход, с помощью которого, во-первых, выделяют ситуации, в которых аттракторы не случайные, а во-вторых, точно вычисляют соответствующие ляпуновские экспоненты.

## Публикации
- Lebedev L. P., Vorovich I. I.  Functional Analysis in Mechanics. — New York: Springer, 2003.
- Lebedev L. P., Vorovich I. I., Gladwell G.M. L.   Functional Analysis: Application in Mechanics and Inverse Problems. — Dordrecht: Kluwer, 2002.
- Ворович И. И., Александров В. М.  (ред.)   Механика контактных взаимодействий. — М.: Физматлит, 2001. — 672 с. — ISBN 5-9221-0154-4.
- Ворович И. И., Бабешко В. А., Пряхина О. Д.  Динамика массивных тел и резонансные явления в деформируемых средах. — М.: Научный мир, 1999. — 246 с. — ISBN 5-89176-0479-9.
- Ворович И. И., Александров В. М., Бабешко В. А.  Неклассические смешанные задачи теории упругости. — М.: Физматлит, 1974. — 455 с.

## Награды
- Орден «За заслуги перед Отечеством» IV степени (24 января 2001) — за заслуги перед государством, многолетний добросовестный труд и большой вклад в укрепление дружбы и сотрудничества между народами[5]
- Орден Дружбы (22 июля 1995) — за заслуги перед государством, успехи, достигнутые в труде, большой вклад в укрепление дружбы и сотрудничества между народами[6]
- Орден Трудового Красного Знамени (20.06.1980)[7]
- Орден Отечественной войны 2-й степени (11.03.1985)[8]
- Медаль «За победу над Германией в Великой Отечественной войне 1941—1945 гг.»[9]
- Медаль Жукова[9]
- Медаль «За победу над Японией»[9]
- Государственная премия СССР (1983) — за создание математической модели экосистемы Азовского моря
- Государственная премия Российской Федерации 1998 года в области науки и техники (22 июля 1998) — за цикл работ по фундаментальным проблемам тонкостенных конструкций[10]